# Museo de la independencia
El Museo de la independencia (en polaco: Muzeum Niepodległości) es un museo en Varsovia, Polonia. Fue establecido el 30 de enero de 1990 como Museo de Historia de la Independencia de Polonia y los Movimientos Sociales y está ubicado en el antiguo Palacio Przebendowski en la avenida 'Solidaridad' 62, pero también tiene estas ramas:
- Museo del Pabellón X en la Ciudadela de Varsovia
- Museo de la prisión de Pawiak
- Mausoleo de la Lucha y el Martirio

Las sede del museo fue establecida por el Ministerio de Cultura y Arte en el Palacio Przebendowski, que anteriormente había albergado el Museo de Vladimir Lenin (1955-1989).
El museo cubre la historia de las batallas polacas y las aspiraciones de independencia desde el levantamiento de Kościuszko hasta la actualidad.
En 1991, las instalciones recibieron su nombre actual. En 1992, el Museo de la Independencia recibió la categoría de Institución Cultural Nacional. De 1990 a 2009 el director fue Andrzej Stawarz. Actualmente, el director de la instalación es T. Skoczek.